# 橋本孝
橋本 孝（はしもと たかし、1934年12月16日 - ）は、岡山県新見市生まれのドイツ文学者。宇都宮大学名誉教授。

## 経歴
1957年に中央大学法学部法律学科を卒業後、同大学文学部独文科を経て、1965年に同大学大学院ドイツ文学専攻博士課程満期退学。ドイツ学術交流会奨学生として、マールブルク大学、フライブルク大学、ミュンスター大学に留学。
1968年に宇都宮大学教養部助教授となり、同教授を経て1994年に同大学国際学部教授に就任。1998年に定年退官し名誉教授となった。ドイツ・ヴュルツブルク大学およびエアランゲン大学客員教授や日本グリム協会会長も務めた。2014年瑞宝中綬章受章。
2021年、「日本におけるドイツ文化の研究・普及や日独の友好に尽力した永年の功労」が称えられ、ドイツ連邦共和国功労勲章一等功労十字章を受章した。

## 著書
- 『グリム兄弟とその時代』パロル舎 2000
- 『福祉の町ベーテル：ヒトラーから障害者を守った牧師父子の物語』五月書房 2006
- 『奇跡の医療・福祉の町ベーテル 心の豊かさを求めて』西村書店 2009

### 共著
- 『おもいきりドイツ語』Ruth Reichert共著 白水社 1995
- 『生き生きとドイツ語 初級文法演習』アレクサンドラ シュワルツ、近藤弘共著 三修社 1996
- 『ものにしよう、ドイツ語! 作文・表現演習』近藤弘共著 郁文堂 1997

### 翻訳
- 『グリム童話全集 子どもと家庭のむかし話』天沼春樹共訳 西村書店東京出版編集部 2013

## 参考
- 橋本孝, 『奇跡の医療・福祉の町ベーテル―心の豊かさを求めて』 2009年, 西村書店, ISBN 978-4-89013-637-7
- 『現代日本人名録』2002年
- 鯨井佑士, 「橋本孝先生の御退官に当たって」『宇都宮大学国際学部研究論集』 9号 p.i-ii, 2000-03-01, NAID 110000977518